# 성 노동자

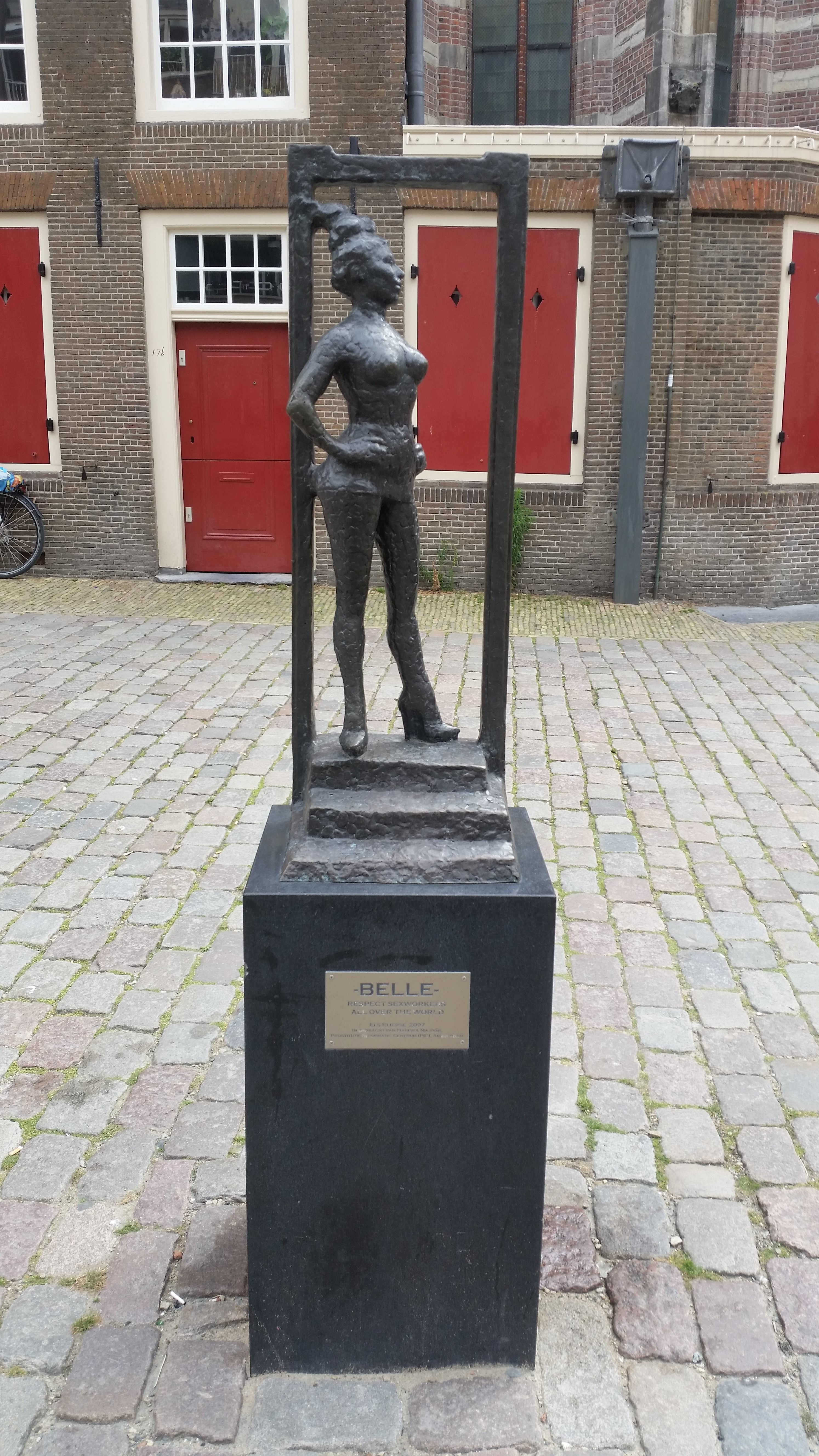
암스테르담의 홍등가에 있는 동상 "벨"에는 "전 세계 성노동자를 존중하라"라고 쓰여 있다.

성노동자(性勞動者, 영어: sex worker)는 금전의 수수를 수반하는 성 행동을 직업으로 하는 사람이다. 성교의 유무 행위, 본인 또는 대상의 성별 등에 관계 없는 포괄적인 호칭이다. 성노동자 중 일부는 돈을 받고 다양한 정도의 신체 접촉을 수반하는 성적 행동에 종사한다. 성인 모델과 포르노 배우는 성적 행동을 수행하여 동영상과 사진을 촬영한다. 라이브 채팅, 텔레폰 섹스 등 라이브의 성적 성능에 종사하는 성 노동자도 있다. 스트리퍼 같은 에로틱한 댄스 등을 관객에 선보이는 성노동자도 있다.

## 같이 보기
- 성매매
- 성문화 산업
- 성매매 특별법